# Theodor Benfey
Theodor Benfey (ur. 28 stycznia 1809 w Nörten, zm. 26 czerwca 1881 w Getyndze) – niemiecki filolog. Zajmował się analizą języków klasycznych, komparatystyką lingwistyczną oraz indologią.

## Życiorys
W 1848 r. objął stanowisko profesora na uniwersytecie w Getyndze. Sporządził gramatykę sanskrycką. Jego dorobek obejmuje także prace na temat dziejów bajki. Był tłumaczem Pańćatantry oraz wydawcą i tłumaczem Samawedy.

## Znaczenie naukowe
W swoich badaniach nad Pańćatantrą pokazywał, jak baśnie z tego zbioru w okresie średniowiecza wędrowały do Europy będąc po drodze tłumaczone z sanskrytu na pahlawi, arabski i hebrajski, następnie na łacinę. Ostatecznie wysnuł wniosek, że niemal wszystkie baśni dotarły do Europy z Indii, po czasach życia Buddy (na skutek misji buddyjskich, wojen Aleksandra Wielkiego, rozprzestrzeniania się islamu, a następnie krucjat). Teza ta stała się przedmiotem krytyki m.in. ze względu na wnioskowanie o przekazie ustnym na podstawie literackich zapisów, jak również przez zakładanie wspólnego ośrodka pochodzenia dla wszystkich baśni. Na bazie krytyki Benfeya (ale też akceptacji koncepcji migracji folkloru i idei poszukiwania jego miejsc pochodzenia w oparciu o badania porównawcze) uformowała się fińska metoda geograficzno-historyczna.